# DeWayne Barrett
DeWayne Barrett (* 27. Dezember 1981) ist ein ehemaliger jamaikanischer Sprinter, der sich auf den 400-Meter-Lauf spezialisiert hat. Mit der jamaikanischen 4-mal-400-Meter-Staffel gewann er 2008 die Silbermedaille bei den Hallenweltmeisterschaften in Valencia.

## Sportliche Laufbahn
Erste internationale Erfahrungen sammelte DeWayne Barrett im Jahr 2000, als er bei den Juniorenweltmeisterschaften in Santiago de Chile im Vorlauf der 4-mal-400-Meter-Staffel zum Einsatz kam und damit zum Gewinn der Goldmedaille durch die jamaikanische Mannschaft beitrug. In den folgenden Jahren absolvierte er ein Studium an der St. John’s University in den Vereinigten Staaten. 2005 belegte er bei den Zentralamerika- und Karibikmeisterschaften (CAC) in Nassau in 21,00 s den siebten Platz im 200-Meter-Lauf. Anschließend schied er bei der Sommer-Universiade in Izmir mit 21,20 s im Halbfinale über 200 Meter aus und gewann in 46,14 s die Silbermedaille über 400 Meter hinter seinem Landsmann Marvin Essor. Zudem belegte er im Staffelbewerb in 3:03,93 min den vierten Platz. Im Jahr darauf kam er bei den Hallenweltmeisterschaften in Moskau im Vorlauf der 4-mal-400-Meter-Staffel nicht ins Ziel. 2007 gewann er bei den erstmals ausgetragenen NACAC-Meisterschaften in San Salvador mit der Staffel in 3:04,32 min gemeinsam mit Lansford Spence, Bryan Steele und Michael Manson die Silbermedaille hinter dem US-amerikanischen Team. Im Jahr darauf schied er bei den Hallenweltmeisterschaften in Valencia mit 48,41 s im Halbfinale über 400 Meter aus und gewann mit der Staffel in 3:07,69 min gemeinsam mit Michael Blackwood, Edino Steele und Adrian Findlay die Silbermedaille hinter dem US-amerikanischen Team. 2011 belegte er bei den CAC-Meisterschaften in Mayagüez in 46,67 s den fünften Platz im Einzelbewerb und gewann mit der Staffel in 3:02,00 min die Bronzemedaille hinter den Teams von den Bahamas und Trinidad und Tobago. 2013 gelangte er bei den CAC-Meisterschaften in Morelia mit 3:03,69 min auf den fünften Platz im Staffelbewerb und 2016 beendete er seine aktive sportliche Karriere im Alter von 35 Jahren.

## Persönliche Bestzeiten
- 200 Meter: 20,75 s (+1,3 m/s), 10. Juli 2005 in Nassau
- 400 Meter: 45,63 s, 25. Juni 2011 in Kingston
  - 400 Meter (Halle): 46,46 s, 4. Februar 2006 in New York City